# Església de la Mare de Déu de Tsirkoli
L'església de la Mare de Déu de Tsirkoli (en georgià: წირქოლის ღვთისმშობლის ეკლესია) és una església ortodoxa georgiana dels segles VIII i IX a la vora del llogaret de Tsirkoli, a la vall del riu Ksani. Combina les característiques dels dissenys d'esglésies sense cúpula i amb cúpula i es classifica com a pertanyent al «període de transició» de l'arquitectura medieval georgiana. La zona, que forma part del municipi d'Akhalgori, va quedar sota control de les forces russes i d'Ossètia del Sud en la Guerra russogeorgiana d'agost de 2008. Com a resultat, el clericat i la parròquia georgians van perdre l'accés a l'església, que està inscrita en els Monuments Culturals destacats de Geòrgia.

## Situació
L'església de la Mare de Déu es troba al nord-oest del llogaret de Tsirkoli, a la riba dreta del Ksani. El poble, també conegut com a Tsirkvali en els registres històrics, s'esmenta per primera vegada en les Cròniques medievals georgianes quan es relaten els esdeveniments del 975. És la llar d'una altra església de finals de l'edat mitjana, de Sant Jordi, i d'una fortalesa en ruïnes, situada a les rodalies.

## Descripció
L'església de la Mare de Déu està construïda de tuf porosa. Té la cúpula central sense tambor, sostinguda tan sols per trompes i està voltada amb un sostre a dues aigües, cosa que li dona una aparença exterior d'un edifici d'una única nau. A l'extrem est de l'interior hi ha un santuari, amb absis semicircular i cambres laterals. La part oest de l'interior és de dues plantes, cadascuna de les quals està connectada amb l'àrea quadrada central per un parell d'obertures amb forma d'arc. La façana est té un frontó, coronat per una senzilla cornisa. Entre el frontó i un finestral de doble arc a sota seu hi ha un gran buit rectangular, probablement fet per albergar una inscripció, un projecte que no es va materialitzar. Al centre de la façana sud hi ha tres fornícules en arc interconnectades, coronades per un doble finestral, adornat amb exquisides talles de pedra. El nínxol central serveix de porta d'entrada a l'edifici.
Una inscripció de pedra de l'església, realitzada en l'escriptura medieval georgiana asomtavruli, que esmenta el rei Lleó III d'Abkhàzia, data dels anys 957-967 i es conserva al Museu Nacional Georgià de Tbilisi. La disposició de la cúpula i de la façana est són inusuals en l'arquitectura medieval de l'església georgiana.
A l'interior hi ha fragments dels frescs dels segles x i xi. Els millors conservats són les representacions dels sants Febrònia i Marianus, amb inscripcions georgianes identificadores, a l'àrea central. A més a més, a l'església hi ha una dotzena de grafits esgarrapats, paleografiats entre els segles XIV i XVII, commemoratius o deixats pels pelegrins.

## Situació al segle XXI
Significativament danyada per un terratrèmol, va ser reparada de manera substancial pel govern georgià entre 2006 i 2008. Després de la Guerra russogeorgiana d'agost de 2008, els georgians ja no van poder usar l'església. L'agost de 2009, Geòrgia va acusar Rússia de posar en perill els monuments històrics de Tsirkoli a causa de les noves instal·lacions militars a la zona.